# Batalla de Queronea (338 aC)
|  | Per a altres significats sobre la batalla entre Luci Corneli Sul·la i Mitridates VI Eupator, vegeu «Batalla de Queronea (86 aC)». |

La batalla de Queronea fou un fet d'armes esdevingut el 338 aC entre el Regne de Macedònia, dirigit per Filip II, i una aliança de ciutats estat gregues encapçalada per Atenes i Tebes. La batalla, entaulada prop de la ciutat beòcia de Queronea, fou la culminació de les campanyes finals de Filip i acabà amb una victòria decisiva dels macedonis i els seus aliats.

## Batalla
La batalla més famosa que va tenir lloc a Queronea va ser la que va sostenir Filip II de Macedònia contra els exèrcits units de les ciutats de Tebes i Atenes, al 338 aC Després d'aquest esdeveniment, les polis gregues es van aliar a Macedònia com a estats tributaris, tot i que conservant la seva independència.
Filip de Macedònia va encapçalar una expedició per terres gregues, amb la intenció d'erigir-se en amo i sobirà de totes elles. Com passaria posteriorment amb molts pobles invasors, admirava i protegia la cultura helena, de manera que buscava sotmetre els grecs al seu comandament, no destruir-los. Els diferents pobles i polis gregues portaven anys lluitant entre ells per l'hegemonia suprema de Grècia: era un brou de cultiu idoni per a l'empresa que es proposava Filip.
La primera victòria del macedoni en territori grec va succeir en el 346 aC, quan va conquerir la regió de Fòcida (al centre de la península grega). A partir d'aquest moment Macedònia, amb el seu rei al capdavant, va ser admesa a l'amfictionia. Amb el seu acabat d'adquirir poder, Filip dominava els assumptes de Grècia i va assumir el control de l'Oracle de Delfos, molt important a l'hora de prendre qualsevol decisió d'índole militar o política.
L'any 338 aC, les ciutats de Tebes i d'Atenes es trobaven enfrontades, però, davant el perill que suposava Filip i el seu gran exèrcit, i seguint les exhortacions del gran orador i polític Demòstenes, van decidir unir-se contra l'enemic comú i iniciar la guerra. Els tres exèrcits es van enfrontar en els camps de Queronea. L'exèrcit macedoni tenia com generals dos magnífics estrategs: Filip i el seu fill Alexandre, que tenia en aquell moment 18 anys i comandava 1.800 genets. Al principi la victòria va semblar afavorir els grecs, però els caps macedonis eren bons professionals i Filip va saber enganyar de manera contundent l'enemic, que es va veure sorprès de front i amb un flanc al descobert. Va guanyar la batalla i després es va comportar amb saviesa política, sense humiliar als vençuts-sobretot als atenencs-retornant la llibertat als presoners.

## Descripció de la batalla
El flanc dret i centre de l'exèrcit macedoni el conformaven la falange i els aliats (grecs afins) al comandament de Filip i Parmenió. El flanc esquerre el manava el seu fill Alexandre i la seva cavalleria de hetairoi. En l'exèrcit grec van formar els atenencs a l'ala esquerra, i els tebans l'ala dreta amb el Batalló Sagrat de Tebes en el seu extrem. Al capdavant d'aquests es trobava la cavalleria de companys d'Alexandre. Filip va moure la seva gent oposant-se als atenencs i després va simular una retirada. En el moment precís es va aturar, va girar i es va enfrontar als perseguidors atenencs per sorpresa. Mentre Filip feia aquesta maniobra, el seu fill es llançava contra el  batalló sagrat  que tenia davant, vençuts i destruint el flanc dret de l'exèrcit grec. Els atenencs van fugir i els tebans van ser completament derrotats.